# Infrastrutture critiche
Con il termine infrastruttura critica si intende un sistema, una risorsa, un processo, un insieme, la cui distruzione, interruzione o anche parziale o momentanea indisponibilità ha l'effetto di indebolire in maniera significativa l'efficienza e il funzionamento normale di un Paese, ma anche la sicurezza e il sistema economico-finanziario e sociale, compresi gli apparati della pubblica amministrazione centrale e locale.

## Caratteristiche
Solitamente sono associati al concetto di infrastrutture critiche le risorse relative a:
- Produzione, trasmissione, distribuzione, dispacciamento dell'energia elettrica e di tutte le forme di energia, quali ad esempio il gas naturale
- Telecomunicazioni e telematica;
- Risorse idriche e gestione delle acque reflue;
- Agricoltura, produzione delle derrate alimentari e loro distribuzione;
- Sanità, ospedali e reti di servizi e interconnessione;
- Trasporti aereo, navale, ferroviario, stradale e la distribuzione dei carburanti e dei prodotti di prima necessità;
- Banche e servizi finanziari;
- Sicurezza, protezione e difesa civile (forze dell'ordine, forze armate, ordine pubblico);
- Le reti a supporto del Governo, centrale e territoriale e per la gestione e delle Emergenze.

I Governi normalmente mettono a punto studi e progettano misure precauzionali per ridurre il rischio che le infrastrutture critiche vengano a mancare in caso di guerra, disastri naturali, scioperi, vandalismi o sabotaggi. Tale attività viene definita protezione delle infrastrutture critiche - CIP - Critical Infrastructure Protection. Attualmente i processi che sono alla base dei servizi e dei beni prodotti dalle infrastrutture critiche sono gestiti attraverso risorse informatiche, pertanto in questi casi si parla di infrastrutture critiche informatizzate. In tal caso si parlerà di protezione delle infrastrutture critiche informatizzate - CIIP - Critical Information Infrastructure Protection.
Anche in Italia si stanno sviluppando una cultura e un'attenzione (tecnica, scientifica e accademica) qualificate per questi temi, per le loro vulnerabilità esistenti e, soprattutto, per prevenire le conseguenze della crescente interconnessione sulla normale vita del Sistema Paese. Tra queste anche l'AIIC, l'Associazione Italiana esperti Infrastrutture Critiche, che riunisce i maggiori esperti del settore.
L'8 dicembre 2008 il Consiglio dell'Unione europea ha emanato la direttiva 2008/114/CE relativa all'individuazione e alla designazione delle infrastrutture critiche europee e alla valutazione della necessità di migliorarne la protezione.
Seppur relativa alle infrastrutture critiche europee, nonché parziale, in quanto focalizzata soltanto su quelle dei settori dell'energia e trasporti, il punto a) dell'art. 2 da una definizione di infrastruttura critica, per la quale intende "un elemento, un sistema o parte di questo ubicato negli Stati membri che è essenziale per il mantenimento delle funzioni vitali della società, della salute, della sicurezza e del benessere economico e sociale dei cittadini ed il cui danneggiamento o la cui distruzione avrebbe un impatto significativo in uno Stato membro a causa dell'impossibilità di mantenere tali funzioni".In definitiva, per la difesa e protezione delle infrastrutture critiche sono necessarie e attese delle azioni da parte governativa, da parte delle aziende che le gestiscono, ma soprattutto da parte dei singoli che agiscono all'interno di una cultura orientata alla sicurezza con una visione ampia sui sistemi oltre che sui componenti. Progettisti, Consulenti, Responsabili IT e Responsabili della sicurezza aziendale, ma anche esponenti del mondo accademico, sono gli esperti da cui dipende il funzionamento e la protezione di molte infrastrutture strategiche. Da loro deve venire lo sviluppo di nuovi approcci e metodologie per ridurre le vulnerabilità e fronteggiare le nuove minacce a cui questi complessi sistemi, sempre più indispensabili per il nostro vivere quotidiano e la sicurezza e prosperità di un Paese, sono soggetti.
Con il D.Lgs n. 61 dell'11 aprile 2011 l'Italia ha recepito la direttiva 2008/114/CE dell'8 dicembre 2008, relativa all'individuazione e alla designazione delle infrastrutture critiche europee e alla valutazione della necessità di migliorarne la protezione. Il decreto legislativo è entrato in vigore il 5 maggio 2011 a seguito della pubblicazione sulla Gazzetta Ufficiale (GU n. 102 del 4 maggio 2011).

## Resilienza e "business continuity"
La resilienza e la business continuity sono fondamentali per le infrastrutture critiche, determinando la loro capacità di mantenere o riprendere il servizio in seguito a incidenti o interruzioni, ad esempio nel caso delle infrastrutture stradali. Le infrastrutture critiche comprendono strutture e sistemi fisici e virtuali, la cui compromissione avrebbe conseguenze significative per la sicurezza, l'economia, la salute pubblica e la sicurezza nazionale. Migliorare la resilienza comporta investimenti nella manutenzione, sicurezza, monitoraggio, e pianificazione di percorsi alternativi in caso di emergenza. La business continuity riguarda la pianificazione e la preparazione per garantire che le operazioni possano riprendere il più velocemente possibile dopo un'interruzione, attraverso piani di emergenza interni, protocolli di comunicazione, manutenzione delle infrastrutture, e strategie per gestire interruzioni temporanee del servizio. In sintesi, il legame tra infrastrutture critiche, resilienza e business continuity si concentra su come queste infrastrutture possono essere progettate, gestite e protette per garantire la continuità operativa e la capacità di ripristinare rapidamente il servizio in caso di eventi imprevisti.

## Elenco dei settori di ECI (European Critical Infrastructures) sulla base della Direttiva 2008/114/CE

### Settore I.ENERGIA
- 1. Elettricità - Infrastrutture e impianti per la produzione e la trasmissione di energia elettrica per la fornitura di elettricità
- 2. Petrolio - Produzione (intesa come estrazione), raffinazione, trattamento, stoccaggio e trasporto di petrolio attraverso oleodotti
- 3. Gas - Produzione, raffinazione, trattamento, stoccaggio e trasporto di gas attraverso oleodotti - Terminali GNL

### Settore II.TRASPORTI
- 4. Trasporto stradale
- 5. Trasporto ferroviario
- 6. Trasporto aereo
- 7. Vie di navigazione interna
- 8. Trasporto oceanico, trasporto marittimo a corto raggio e porti